# Herbert Edwin Abrahall Morris
Herbert Edwin Abrahall Morris, britanski general, * 1894, † 1969.